# Марчук Євгенія Сергіївна
Євгенія Сергіївна Марчук (нар. 11 квітня 1979, Черкаси) — українська композиторка, піаністка, органістка, викладачка, музично-громадська діячка. Володарка Ґран-Прі Всеукраїнського конкурсу ім. Тараса Шевченка за вокальний цикл «Споночілими очима» на слова С. Черняєва (2006). Лауреатка Всеукраїнського конкурсу на написання та постановку камерної опери у Львівській національній опері (2021). Членкиня Національної спілки композиторів України (2011).

## Біографія
Євгенія Марчук народилася 11 квітня 1979 року в Черкасах. У 1994 році закінчила Черкаську школу мистецтв. Упродовж 1994—1998 років навчалася на фортепіанному та теоретичному відділах Черкаського державного музичного училища ім. С. С. Гулака-Артемовського по класу фортепіано М. П. Карцуб, музично-теоретичні дисципліни вивчала у В. Є. Нестеренко та Л. М. Яворської. Після закінчення училища викладала музично-теоретичні дисципліни в Черкаській музичній школі № 3 у 1999—2000 роках.
У 2005 році закінчила композиторський факультет Харківського університету мистецтв по класу композиції Ю. Б. Алжнєва, та В. С. Мужчіля. Водночас працювала ведучою музичної програми «Музичні шкіци» Харківського радіо (2003—2005).
Упродовж 2005—2013 років мисткиня обіймала посаду композиторки та музичної керівниці Черкаського академічного обласного театру ляльок. Працювала викладачем-методистом вищої категорії, головою циклової комісії «Теорія музики, природничо-наукові та фундаментальні дисципліни» Черкаського музичного коледжу, була солісткою його Органного залу та керівницею колективу «ARTTERRA» у 2010—2024 роках. Співзасновниця Черкаської кіностудії, створила музику до документальних фільмів, художнього фільму «Яйце динозавра» (2009, реж. О. Донець).
Євгенія Марчук — переможниця міжнародних та всеукраїнських фестивалів-конкурсів: «Fifteen Minutes of Fame» (Нью-Йорк, 2013), молодих композиторів «Gradus ad Parnassum» (2005).
Крім того, композиторка керувала Міжнародним фестивалем академічної музики «Музичні імпрези України» протягом 2016—2024 років, була співорганізаторкою Міжнародного інтернет-конкурсу юних композиторів «Junior Jmpreza» (2017).
Твори композиторки у виконанні музикантів лунають на різних сценах країни.
Мисткиня є членкинею Національної спілки композиторів України та входить до складу Ради громадської організації «Імпреза Терра» від 2018 року.

## Основні музичні твори
- для симфонічного оркестру — Концерт (2005), «Ой я дівчина, річенька синя» (сл. О. Безгодова, 2009);
- для камерного оркестру — «Зимові замальовки» (2008);
- театралізована п'єса для флейти, скрипки, контрабаса, фортепіано та ударні — «Подвійні варіації» (2002);
- мініатюра для 2-х скрипок, альта, віолончелі — «Озеро в бочці» (2007);
- для фортепіано — Соната (2003), «На річковому причалі» (цикл, 2005), «Хочу бути дорослим» (дит. цикл для одного та двох фортепіано, 2009), фортепіанні п'єси з використанням народних тем та творів М. Леонтовича («Спекотна нудьга», «Вийди, вийди Іванку», «Щедрик», 2009);
- для скрипки і фортепіано — «Український танок», «Романс», «Народний наспів» (2000);
- вокальні цикли на слова Й. Ґете, Л. Костенко, Р. Купчинського, Я. Лесіва, С. Руданського, Л. Українки;
- хорові твори.

## Нотні видання
- Марчук Є. Дитячі п'єси. Черкаси: Вертикаль, 2014. 14 с.

- Марчук Є. Хочу бути дорослим. Черкаси: Вертикаль, 2016. 32 с.
- Марчук Є. Фортепіано для різних класів. Київ: Музична школа, 2018. 58 с.
- Марчук Є. Донець О. Новорічний детектив. Черкаси: Вертикаль, 2019. 40 с.
- Вокальні твори Євгенії Марчук. Київ: Музична школа, 2020. 58 с.
- Марчук Є. Дівочі сни [Вокальний цикл]. Черкаси: Вертикаль, 2020. 40 с.

## Музична Шевченкіана
- «Доля» («Ти не лукавила зо мною…»). Пісня для баритона та симфонічного оркестру (2013);
- «Маленькій Мар'яні» (на тексти однойменної поезії). Пісня для жіночого вокального тріо (2013);
- «Ой стрічечка до стрічечки…». Пісня для жіночого вокального ансамблю a capella (2014);
- «Псалом 53» («Боже, спаси, суди мене…», з циклу «Давидові псалми». Переспів Т. Шевченка) для чотириголосого мішаного хору a capella (2014).